# World Qualification Event 2020
World Qualification Event 2020 – turniej barażowy do mistrzostw świata w curlingu, który odbył się w dniach 13 - 18 stycznia 2020 w fińskiej Lohji.
Był to drugi w historii turniej z cyklu World Qualification Event. W turnieju wzięło udział po 8 drużyn męskich i żeńskich reprezentujących 14 państw.
Zespoły walczyły o kwalifikacje na Mistrzostwa Świata w Curlingu 2020, którą uzyskały po 2 najlepsze drużyny. Mistrzostwa te zostały później odwołane z powodu pandemii COVID-19, jednak Światowa Federacja Curlingu dopuściła do Mistrzostwa Świata w Curlingu 2021 wszystkie drużyny, które uzyskały kwalifikacje na anulowany turniej.

## Kwalifikacje

### Kobiety
- gospodarz:
  -  Finlandia
- Mistrzostwa Europy 2019 - 8 i 9 zespół dywizji A oraz 1 i 2 zespół dywizji B:
  -  Estonia
  -  Norwegia
  -  Włochy
  -  Turcja
- 3 i 4 zespół Mistrzostw Azji i Strefy Pacyfiku 2019:
  -  Korea Południowa
  -  Hongkong[a]
  -  Australia[a]
- 2 zespół Challenge'u Ameryk 2019:
  -  Meksyk

### Mężczyźni
- gospodarz:
  -  Finlandia
- Mistrzostwa Europy 2019 - 8 i 9 zespół dywizji A oraz 1 i 2 zespół dywizji B:
  -  Rosja
  -  Anglia
  -  Czechy
  -  Polska[b]
- 2 i 3 zespół Mistrzostw Azji i Strefy Pacyfiku 2019:
  -  Japonia
  -  Chiny
- 2 zespół Challenge'u Ameryk 2019:
  -  Meksyk

## System rozgrywek
Round Robin rozegrany został w systemie kołowym (każdy z każdym). Do fazy play-off awansowały trzy najlepsze drużyny. W I rundzie fazy play-off 1 drużyna po Round Robin zagrała z 2 drużyną. Zwycięzca tego pojedynku uzyskiwał kwalifikację, a przegrany zmierzył się z 3 drużyną po Round Robin o drugie miejsce promowane awansem.

## Kobiety

### Round Robin
|   | Państwo          | Skip                    | W | P |
| - | ---------------- | ----------------------- | - | - |
| 1 | Korea Południowa | Gim Un Chi              | 7 | 0 |
| 2 | Włochy           | Veronica Zappone        | 6 | 1 |
| 3 | Turcja           | Dilsat Yildiz           | 4 | 3 |
| 4 | Estonia          | Marie Turmann           | 4 | 3 |
| 5 | Norwegia         | Marianne Rørvik         | 3 | 3 |
| 6 | Finlandia        | Elina Virtaala          | 2 | 5 |
| 7 | Australia        | Lauren Wagner           | 1 | 6 |
| 8 | Meksyk           | Adriana Camarema Osorno | 0 | 7 |

     Kwalifikacja do fazy play-off

### Play-off
I runda:  Korea Południowa -  Włochy 6:5

II runda:  Włochy -  Turcja 8:4

### Klasyfikacja końcowa
|  | Kwalifikacja do Mistrzostw Świata Kobiet 2020 |

|   | Państwo          | Skip                    |
| - | ---------------- | ----------------------- |
| 1 | Korea Południowa | Gim Un Chi              |
| 2 | Włochy           | Veronica Zappone        |
| 3 | Turcja           | Dilsat Yildiz           |
| 4 | Estonia          | Marie Turmann           |
| 5 | Norwegia         | Marianne Rørvik         |
| 6 | Finlandia        | Elina Virtaala          |
| 7 | Australia        | Lauren Wagner           |
| 8 | Meksyk           | Adriana Camarema Osorno |

## Mężczyzni

### Round Robin
|   | Państwo   | Skip             | W | P |
| - | --------- | ---------------- | - | - |
| 1 | Chiny     | Zou Qiang        | 6 | 1 |
| 2 | Rosja     | Siergiej Głuchow | 5 | 2 |
| 3 | Japonia   | Yuta Matsumura   | 5 | 2 |
| 4 | Finlandia | Jermu Pöllänen   | 4 | 3 |
| 5 | Czechy    | Lukas Klima      | 3 | 4 |
| 6 | Polska    | Borys Jasiecki   | 3 | 4 |
| 7 | Anglia    | Andrew Reed      | 2 | 5 |
| 8 | Meksyk    | Diego Tompkins   | 0 | 7 |

     Kwalifikacja do fazy play-off

### Play-off
I runda:  Chiny -  Rosja 10:5

II runda:  Rosja -  Japonia 8:7

### Klasyfikacja końcowa
|  | Kwalifikacja do Mistrzostw Świata Mężczyzn 2020 |

|   | Państwo   | Skip             |
| - | --------- | ---------------- |
| 1 | Chiny     | Zou Qiang        |
| 2 | Rosja     | Siergiej Głuchow |
| 3 | Japonia   | Yuta Matsumura   |
| 4 | Finlandia | Jermu Pöllänen   |
| 5 | Czechy    | Lukas Klima      |
| 6 | Polska    | Borys Jasiecki   |
| 7 | Anglia    | Andrew Reed      |
| 8 | Meksyk    | Diego Tompkins   |